# Ägidius Zsifkovics
Ägidius Zsifkovics (Németújvár, 1963. április 16. –) ausztriai horvát római katolikus pap, kismartoni püspök.

## Pályafutása
Pásztorháza (Stinatz) településen nőtt fel. 1987. június 29-én szentelték pappá.

### Püspöki pályafutása
2010. július 9-én kismartoni püspökké nevezték ki. Szeptember 25-én szentelte püspökké Christoph Schönborn bécsi érsek, Josip Bozanić zágrábi érsek és Paul Iby nyugalmazott kismartoni püspök segédletével.